# Plaine de Villefagnan
Plaine de Villefagnan este o arie protejată (arie de protecție specială avifaunistică — SPA) din Franța întinsă pe o suprafață de 9.531 ha, integral pe uscat.

## Localizare
Centrul sitului Plaine de Villefagnan este situat la coordonatele 45°59′11″N 0°04′05″E / 45.98639°N 0.06806°E.

## Înființare
Situl Plaine de Villefagnan a fost declarat arie de protecție specială avifaunistică în baza directivei 79/409 din 1979 referitoare la conservarea păsărilor sălbatice pentru a proteja 22 de specii de animale.

## Biodiversitate
Situată în ecoregiunea atlantică, aria protejată nu include niciun habitat protejat.
La baza desemnării sitului se află mai multe specii protejate de  păsări (22): fâsă-de-câmp (Anthus campestris), pasărea ogorului (Burhinus oedicnemus), caprimulg (Caprimulgus europaeus), barză albă (Ciconia ciconia), șerpar (Circaetus gallicus), erete de stuf (Circus aeruginosus), erete vânăt (Circus cyaneus), erete cenușiu (Circus pygargus), Elanus caeruleus, presură de grădină (Emberiza hortulana), șoim de iarnă (Falco columbarius), șoim călător (Falco peregrinus), cocor (Grus grus), sfrâncioc roșiatic (Lanius collurio), gușă albastră (Luscinia svecica), gaia neagră (Milvus migrans), culic mare (Numenius arquata), viespar (Pernis apivorus), ploier auriu (Pluvialis apricaria), sitar de pădure (Scolopax rusticola), spârcaci (Tetrax tetrax), nagâț (Vanellus vanellus)
Pe lângă speciile protejate, pe teritoriul sitului au mai fost identificate 16 specii de păsări.